# جون هاورد غريفين
جون هاورد غريفين (بالإنجليزية: John Howard Griffin)‏‏ (16 يونيو 1920 في دالاس، تكساس - 9 سبتمبر 1980 في فورت وورث، تكساس) صحفي، وروائي، وكاتب سير ذاتية، وكاتب من الولايات المتحدة.

## الجوائز
- جائزة السلام على الأرض
- جائزة أنسفيلد - وولف  [لغات أخرى]‏

## روابط خارجية
- جون هاورد غريفين على موقع الموسوعة البريطانية (الإنجليزية)
- جون هاورد غريفين على موقع إن إن دي بي (الإنجليزية)